# Следствие ведут ЗнаТоКи. Любой ценой
«Следствие ведут ЗнаТоКи. Любой ценой» — художественный детективный фильм 1977 года из серии фильмов «Следствие ведут ЗнаТоКи».

## Сюжет
В камеру предварительного заключения попадает некто Холин, студент, обвиняемый в предумышленном убийстве. В этой же камере по мелкому хозяйственному преступлению сидит Тобольцев, мужчина средних лет, отец-одиночка двоих детей. Дело Тобольцева ведёт майор Знаменский, дело Холина — следователь Панков. Примерно через месяц во время допроса Тобольцев вдруг заявляет Знаменскому, что убийство, в котором обвиняют Холина, совершил он, Тобольцев, а юноша невиновен.
Знаменский понимает, что Тобольцев взял на себя чужую вину, но причина этого не ясна. Холина отпускают и расследование начинают заново. Следственный эксперимент подтверждает подозрения следователя: Тобольцев плохо ориентируется на месте преступления, но, тем не менее, он продолжает настаивать на своём. Одновременно обнаруживается, что у семьи Тобольцева вдруг появилась значительная сумма денег: тёща объясняет, что деньги собраны его сердобольными сослуживцами.
Выясняется, что деньги были переведены почтовым переводом. К Знаменскому является мать Холина, приносит письмо от Тобольцева, в котором тот признаётся в якобы совершённом убийстве. Но она демонстрирует подозрительную осведомлённость о событиях, происходящих в КПЗ, и это убеждает следователя, что между семьёй Холиных и Тобольцевым существует обмен информацией. На допросе Тобольцев сообщает Знаменскому, что у него обнаружено онкологическое заболевание. При дальнейшем расследовании выясняется, что страшный диагноз Тобольцеву был поставлен врачом-офтальмологом, отбывающей последние месяцы срока и работающей в тюремном медблоке, которая представилась обратившемуся с лёгким недомоганием Тобольцеву специалистом-онкологом и «выявила» у него неизлечимое заболевание. Убеждённый в близкой смерти, Тобольцев соглашается взять на себя чужую вину в обмен на материальное обеспечение своей семьи. Раскрыв эту комбинацию, Знаменский доказывает Тобольцеву, что тот здоров и просто подло обманут. Вадима Холина вновь задерживают. Его мать готова вновь «любой ценой» освободить сына из тюрьмы.

### Отличия от исходного рассказа Лавровых
В сравнении с оригинальным рассказом Лавровых у некоторых героев этой серии были изменены имена или фамилии:
- В фамилии следователя, который вёл дело Холина, удалена одна буква: в книге он был Панюков, а в фильме — Панков.
- В фамилии тюремного врача Киры Михайловны, подбросившей Тобольцеву диагноз рака, одна буква изменена: в книге Кира Михайловна была Грибеник, а в фильме — Грибенюк.
- У старшего из братьев Холиных (арт. Шиловский) изменено имя: в книге его звали Дмитрий, а в фильме — Семён.

### Анализ и критика
Как отмечал критик Ю. А. Богомолов, в этой серии «развёртывается история, к сожалению, лишившаяся новизны „Ответного удара“, весьма банальная. Мнимый преступник, втянутый в дело, уступает место под следствием преступнику истинному, разложившемуся молодому тунеядцу Холину. А за ним встаёт целый уголовный клан — семья спекулянтов, готовых вызволить своего отпрыска из тюрьмы „любой ценой“. И при всей точности мимолётных уличных зарисовок Таганки и окрестных переулков, при ряде метких наблюдений, всё же довлеют схема как таковая, эпигонство в изображении дамы-накопительницы, её мужа-подкаблучника и других персонажей, уже знакомых по прежним „делам“».
Роль Вадима Холина (Е. Герасимов), по мнению критиков, продолжила наметившуюся в конце 1970-х годов моду на образы обаятельных злодеев-красавцев: актёр, игравший до этого положительных героев, создал образ молодого человека, стремящегося к успеху «любой ценой», даже ценой преступления.
Нея Зоркая в своей книге «Уникальное и тиражируемое» (1981) отмечала:

«Дело „Любой ценой“ вышло в эфир незадолго до повторения (уже отнюдь не первого!) старого, одного из ранних, дела — „Ваше подлинное имя?“ (1971). Сопоставление позволило увидеть эволюцию режиссуры Вячеслава Бровкина, все более уходящего от телеспектакля в скромных интерьерах со сценой-дуэтом как основным принципом действия, к большей кинематографичности, динамике, монтажному разнообразию».

## Роли и исполнители

### Главные роли
- Георгий Мартынюк — Знаменский
- Леонид Каневский — Томин
- Эльза Леждей — Кибрит

### В ролях
- Николай Пастухов — Василий Сергеевич Тобольцев, подследственный
- Евгений Герасимов — Вадим Холин, подследственный
- Всеволод Шиловский — Семён, старший брат Вадима
- Татьяна Карпова — Ирина Семёновна, мать Холиных
- Аркадий Рубцов — отец Холиных
- Елена Максимова — Прасковья Андреевна, тёща Тобольцева
- Людмила Хмельницкая — Грибенюк, врач-заключённая
- Александр Назаров — Аскольд, арестованный
- Дмитрий Гошев — симулянт Водорезов, арестованный
- Юрий Багинян — арестованный
- В. Волынский — следователь Панков
- Валентина Мартынюк — Нина, дежурная в тюрьме
- Кирилл Глазунов — конвоир
- Альбина Матвеева — свидетельница (нет в титрах)

## Интересные факты
Николай Пастухов, играющий в этом фильме подследственного, в 8-м деле цикла играл замначальника Еловского РОВД по оперативной работе Гусева.
Это последний фильм из цикла, в котором фигурирует Нина, дежурная в тюрьме, в исполнении Валентины Мартынюк. По замыслу сценаристов она возвращается в серии «До третьего выстрела» после окончания юридического института, её роль исполнила Анна Каменкова.

А со Знаменским они действительно встретились. И даже немного поработали вместе. И то было самое счастливое время её короткой жизни… оборванной ударом ножа.
История описана нами в повести «До третьего выстрела».
                                                                                                                                                          — Ольга Лаврова, Александр Лавров. «Свидетель»